# عريطة
عَرِيْطَة (الاسم العلمي: Testacella)، جنس دويبات رخوية صغيرة إلى متوسطة-كبير القد، مفترسة، متنفسة، بزاقات أرضية.
من فصيلة العريطيات وهو الجنس الوحيد في الفصيلة. تعيش تحت الأرض ونادرًا ماتُرا.

## التوزيع
تعيش الأنواع الموجودة ضمن هذا الجنس من الرخويات في شمال إفريقيا وأستراليا وجنوب وغرب أوروبا وبريطانيا.

## الأنواع
جُنيس Testacella Draparnaud, 1801
- Testacella bisulcata Risso, 1826[3]
- Testacella haliotidea Lamarck, 1801 - the shelled slug, the نوع نمطي of the genus[3]
- Testacella maugei Férussac, 1819[3]
- Testacella riedeli Giusti, Manganelli & Schembri, 1995[3]
- Testacella scutulum Sowerby I, 1821[3]

جُنيس Testacelloides A. J. Wagner, 1914
- Testacella gestroi Issel, 1873[3]